# Eric Brown
Pour les articles homonymes, voir Eric Brown (pilote) et Brown.
Ne doit pas être confondu avec Fredric Brown.
Œuvres principales
- Odyssées aveugles
- Les Ferrailleurs du cosmos
- Simulacres martiens

Eric Brown, né le 25 mai 1960 à Haworth en Angleterre et mort le 21 mars 2023 à Edimbourg, est un écrivain de science-fiction britannique.

## Biographie
Eric Brown est né à Haworth dans le Yorkshire le 25 mai 1960 et a commencé à écrire en 1975. Dans les années 1980, il a beaucoup voyagé en Grèce et en Asie (certains de ses romans se déroulent en Inde). Sa première publication date de 1982, quand paraît sa pièce pour enfants Noel's Ark.
Sa carrière a décollé à la fin des années quatre-vingt avec une succession de nouvelles dans le magazine Interzone et d'autres publications. Sa nouvelle The Time-Lapsed Man a terminé première du sondage des lecteurs d'Interzone pour la nouvelle la plus admirée de 1988 ainsi que le prix Eastercon pour les textes courts en 1995. Il a été élu meilleur nouvel écrivain européen de l'année au début des années 1990. Par la suite, il a remporté deux fois le prix British Science Fiction de la meilleure fiction courte, pour Hunting the Slarque en 1999 et Children of Winter en 2001.
Il a admiré publiquement l'écriture de science-fiction de Michael Coney, Robert Silverberg, Richard Paul Russo et Robert Charles Wilson, parmi d'autres.
Eric Brown est décédé d'une septicémie le 21 mars 2023, à l'âge de soixante-deux ans.

## Œuvres

### SérieBengal Station
1. (en) Bengal Station, 2004
2. (en) Necropath, 2008
3. (en) Xenopath, 2009
4. (en) Cosmopath, 2009

### SérieHelix
1. (en) Helix, 2007
2. (en) Helix Wars, 2012

### SérieJani / Multiplicity
1. (en) Jani and the Greater Game, 2014
2. (en) Jani and the Great Pursuit, 2016

### SérieThe Virex Trilogy
1. (en) New York Nights, 2000
2. (en) New York Blues, 2002
3. (en) New York Dreams, 2004

### SérieWeird Space
1. (en) The Devil's Nebula, 2012
2. (en) Satan's Reach, 2013
3. (en) The Baba Yaga, 2015Écrit avec Una McCormack.

### SérieBinary System
1. (en) Binary, 2016
2. (en) System, 2017

### SérieThe Further Adventures of Sherlock Holmes
1. (en) The Martian Menace, 2020

### Romans indépendants
- (en) Meridian Days, 1992
- (en) Engineman, 1994
- (en) Penumbra, 1999
- (en) Guardians of the Phoenix, 2010
- (en) The Serene Invasion, 2013
- (en) Buying Time, 2018
- Simulacres martiens, Le Bélial', coll. « Une heure-lumière » no 35, 2022 ((en) The Martian Simulacra, 2018), trad. Michel Pagel , 136 p. (ISBN 978-2-84344-993-2)
- (en) Wormhole, 2022Écrit avec Keith Brooke (en).

### Recueils de nouvelles
- (en) The Time-Lapsed Man and Other Stories, 1990
- (en) Blue Shifting, 1995
- Odyssées aveugles, DLM, coll. « Cyberdreams », 1997, trad. Sylvie Denis, 120 p. (ISBN 2-87795-120-0)Recueil français inédit en langue originale
- (en) Parallax View, 2000Écrit avec Keith Brooke (en).
- (en) Deep Future, 2001
- (en) Threshold Shift, 2006
- (en) Parallax View, 2007Écrit avec Keith Brooke (en).
- (en) The Angels of Life and Death, 2010
- (en) Ghostwriting, 2012
- Les Ferrailleurs du cosmos, Le Bélial', coll. « Pulps », 2018 ((en) Salvage, 2013), trad. Erwann Perchoc et Alise Ponsero, 280 p. (ISBN 978-2-84344-932-1)Présenté par l'auteur comme un roman fix-up
- (en) Strange Visitors, 2014
- (en) Rites of Passage, 2014

### Nouvelles parues en français
- Essai à froid, 2012 ((en) Cold Testing, 2009)Parue dans la revue Bifrost no 65, Le Bélial'
- Exorciser ses fantômes, 2011 ((en) Laying the Ghost, 2010)Parue dans la revue Bifrost no 63, Le Bélial'
- En dépit des apparences, 2017 ((en) To All Appearances, 2013)Parue dans la revue Bifrost no 85, Le Bélial'
- La Tragique Affaire de l'ambassadeur martien, 2022 ((en) The Tragic Affair of the Martian Ambassador, 2013)Parue dans la revue Bifrost no 105, Le Bélial'